# Aegon Manchester Trophy 2015
El torneo Aegon Manchester Trophy 2015 es un torneo profesional de tenis. Pertenece al ATP Challenger Series 2015. Se disputó su 1.ª edición sobre superficie césped, en Mánchester, Reino Unido, entre el 1 y el 7 de junio de 2015.

## Jugadores participantes del cuadro de individuales
| Favorito | País                    | Jugador          | Rank1 | Posición en el torneo |
| -------- | ----------------------- | ---------------- | ----- | --------------------- |
| 1        | Bandera de Chipre       | Marcos Baghdatis | 59    | Segunda ronda         |
| 2        | Bandera de Australia    | Sam Groth        | 72    | CAMPEÓN               |
| 3        | Bandera de Túnez        | Malek Jaziri     | 85    | Primera ronda         |
| 4        | Bandera de Bélgica      | Ruben Bemelmans  | 95    | Primera ronda         |
| 5        | Bandera del Reino Unido | James Ward       | 104   | Cuartos de final      |
| 6        | Bandera de Japón        | Tatsuma Ito      | 104   | Primera ronda         |
| 7        | Bandera de Colombia     | Alejandro Falla  | 109   | Segunda ronda         |
| 8        | Bandera de Eslovenia    | Austin Krajicek  | 118   | Primera ronda         |

- 1 Se ha tomado en cuenta el ranking del 25 de mayo de 2015.

### Otros participantes
Los siguientes jugadores recibieron una invitación (wild card), por lo tanto ingresan directamente al cuadro principal (WC):
- Daniel Cox
- Joshua Milton
- Daniel Smethurst
- Marcus Willis

Los siguientes jugadores ingresan al cuadro principal tras disputar el cuadro clasificatorio (Q):
- Alex Bolt
- Fabrice Martin
- Frederik Nielsen
- Matt Reid

## Campeones

### Individual Masculino
- Sam Groth derrotó en la final a  Luke Saville, 7–5, 6–1

### Dobles Masculino
- Chris Guccione /  André Sá derrotaron en la final a  Raven Klaasen /  Rajeev Ram, Walkover